# Loxosceles chapadensis
Espèce
Loxosceles chapadensis est une espèce d'araignées aranéomorphes de la famille des Sicariidae.

## Distribution
Cette espèce est endémique de Bahia au Brésil,. Elle se rencontre dans le parc national de la Chapada Diamantina.

## Description
Le mâle holotype mesure 5,60 mm et la femelle 8,76 mm.

## Étymologie
Son nom d'espèce, composé de chapadensis et du suffixe latin -ensis, « qui vit dans, qui habite », lui a été donné en référence au lieu de sa découverte, le parc national de la Chapada Diamantina.

## Publication originale
- Bertani, Fukushima & Nagahama, 2010 : Loxosceles chapadensis (Araneae: Sicariidae): a new recluse spider species of the gaucho group from Brazil. Journal of Arachnology, vol. 38, no 2, p. 364-367 (texte intégral).